# Cadel Evans Great Ocean Road Race 2018
La 4e édition de la Cadel Evans Great Ocean Road Race a lieu le 28 janvier 2018, sur un parcours de 164 kilomètres entre Melbourne et Geelong Waterfront. Elle fait partie du calendrier UCI World Tour 2018 en catégorie 1.UWT et constitue sa deuxième épreuve, une semaine après la fin du Tour Down Under.

## Présentation

### Parcours
Le parcours ressemble en partie à celui des championnats du monde de 2010 à Melbourne. Le circuit a été conçu par l'ancien cycliste professionnel Scott Sunderland, sous la supervision de Cadel Evans. La course commence dans la banlieue de Geelong's Waterfront, puis le peloton parcourt les 30 premiers kilomètres jusqu'à la ville de Barwon Heads, lieu de résidence de Cadel Evans. Plus tard, la course se déplace à travers la côte du Pacifique où le vent joue un facteur déterminant pour les cyclistes.
Ensuite, le parcours se dirige vers Torquay, haut lieu du tourisme en Australie. Les coureurs empruntent, la célèbre Great Ocean Road, qui donne son nom à l'épreuve. Enfin, le peloton se dirige vers un circuit à parcourir trois fois avec différentes côtes. L'arrivée est située à Geelong's Waterfront après 164 kilomètres.

### Équipes
16 équipes sont au départ de la course : 12 WorldTeams; 3 équipes continentales professionnelles et l'équipe nationale australienne. 
| WorldTeams (12)- Lotto Soudal - Trek-Segafredo - Team Sunweb - Sky - Mitchelton-Scott - Lotto NL-Jumbo - Quick-Step Floors - Katusha-Alpecin - Dimension Data - Bora-Hansgrohe - AG2R La Mondiale - BMC Racing Team Équipes continentales professionnelles (3)- Aqua Blue Sport - Israel Cycling Academy - Roompot-Nederlandse Loterij Équipe nationale- Australie |
| |

## Classements

### Classement de la course
| \| Classement général \| Classement général \| Classement général \| Classement général \| Classement général \| \| Coureur \| Coureur \| Pays \| Équipe \| Temps \| \| ------------------ \| ------------------ \| ------------------ \| ------------------ \| ------------------ \| \| 1er \| Jay McCarthy \| Australie \| Bora-Hansgrohe \| 4 h 04 min 00 s \| \| 2e \| Elia Viviani \| Italie \| Quick-Step Floors \| + 0 s \| \| 3e \| Daryl Impey \| Afrique du Sud \| Mitchelton-Scott \| + 0 s \| \| 4e \| Dries Devenyns \| Belgique \| Quick-Step Floors \| + 0 s \| \| 5e \| Simon Gerrans \| Australie \| BMC Racing Team \| + 0 s \| \| 6e \| Nikias Arndt \| Allemagne \| Team Sunweb \| + 0 s \| \| 7e \| Steele Von Hoff \| Australie \| Australie \| + 0 s \| \| 8e \| Maurits Lammertink \| Pays-Bas \| Katusha-Alpecin \| + 0 s \| \| 9e \| Enrico Battaglin \| Italie \| LottoNL-Jumbo \| + 0 s \| \| 10e \| Lars Bak \| Danemark \| Lotto-Soudal \| + 0 s \| \| 11e \| Robert Gesink \| Pays-Bas \| LottoNL-Jumbo \| + 0 s \| \| 12e \| Owain Doull \| Royaume-Uni \| Team Sky \| + 0 s \| \| 13e \| Pierre Latour \| France \| AG2R La Mondiale \| + 0 s \| \| 14e \| Koen de Kort \| Pays-Bas \| Trek-Segafredo \| + 0 s \| \| 15e \| Maarten Wynants \| Belgique \| LottoNL-Jumbo \| + 0 s \| \| 16e \| Cameron Meyer \| Australie \| Mitchelton-Scott \| + 0 s \| \| 17e \| José Gonçalves \| Portugal \| Katusha-Alpecin \| + 0 s \| \| 18e \| Mikaël Cherel \| France \| AG2R La Mondiale \| + 0 s \| \| 19e \| Bjorg Lambrecht \| Belgique \| Lotto-Soudal \| + 0 s \| \| 20e \| Ruben Guerreiro \| Portugal \| Trek-Segafredo \| + 0 s \| |                    |                |                   |                 |
| |                    |                |                   |                 |
| Source : ProCyclingStats |                    |                |                   |                 |
| Classement général |                    |                |                   |                 |
| Coureur | Coureur            | Pays           | Équipe            | Temps           |
| 1er | Jay McCarthy       | Australie      | Bora-Hansgrohe    | 4 h 04 min 00 s |
| 2e | Elia Viviani       | Italie         | Quick-Step Floors | + 0 s           |
| 3e | Daryl Impey        | Afrique du Sud | Mitchelton-Scott  | + 0 s           |
| 4e | Dries Devenyns     | Belgique       | Quick-Step Floors | + 0 s           |
| 5e | Simon Gerrans      | Australie      | BMC Racing Team   | + 0 s           |
| 6e | Nikias Arndt       | Allemagne      | Team Sunweb       | + 0 s           |
| 7e | Steele Von Hoff    | Australie      | Australie         | + 0 s           |
| 8e | Maurits Lammertink | Pays-Bas       | Katusha-Alpecin   | + 0 s           |
| 9e | Enrico Battaglin   | Italie         | LottoNL-Jumbo     | + 0 s           |
| 10e | Lars Bak           | Danemark       | Lotto-Soudal      | + 0 s           |
| 11e | Robert Gesink      | Pays-Bas       | LottoNL-Jumbo     | + 0 s           |
| 12e | Owain Doull        | Royaume-Uni    | Team Sky          | + 0 s           |
| 13e | Pierre Latour      | France         | AG2R La Mondiale  | + 0 s           |
| 14e | Koen de Kort       | Pays-Bas       | Trek-Segafredo    | + 0 s           |
| 15e | Maarten Wynants    | Belgique       | LottoNL-Jumbo     | + 0 s           |
| 16e | Cameron Meyer      | Australie      | Mitchelton-Scott  | + 0 s           |
| 17e | José Gonçalves     | Portugal       | Katusha-Alpecin   | + 0 s           |
| 18e | Mikaël Cherel      | France         | AG2R La Mondiale  | + 0 s           |
| 19e | Bjorg Lambrecht    | Belgique       | Lotto-Soudal      | + 0 s           |
| 20e | Ruben Guerreiro    | Portugal       | Trek-Segafredo    | + 0 s           |

### Classements UCI
La course attribue le même nombre des points pour l'UCI World Tour 2018 (uniquement pour les coureurs membres d'équipes World Tour) et le Classement mondial UCI (pour tous les coureurs).
| Position           | 1er | 2e  | 3e  | 4e  | 5e  | 6e  | 7e | 8e | 9e | 10e | 11e | 12e | 13e | 14e | 15e à 20e | 21e à 30e | 31e à 50e | 51e à 55e | 56e à 60e |
| Classement général | 300 | 250 | 215 | 175 | 120 | 115 | 95 | 75 | 60 | 50  | 40  | 35  | 30  | 25  | 20        | 12        | 5         | 2         | 1         |

#### Classements UCI World Tour à l'issue de la course
| Rang | Coureur           | Équipe            | Points |
| ---- | ----------------- | ----------------- | ------ |
| 1er  | Daryl Impey       | Mitchelton-Scott  | 800    |
| 2e   | Richie Porte      | BMC Racing        | 460    |
| 3e   | Dries Devenyns    | Quick-Step Floors | 400    |
| 4e   | Jay McCarthy      | Bora-Hansgrohe    | 340    |
| 5e   | Tom-Jelte Slagter | Dimension Data    | 335    |
| 6e   | Elia Viviani      | Quick-Step Floors | 310    |
| 7e   | Diego Ulissi      | UAE Emirates      | 275    |
| 8e   | Egan Bernal       | Sky               | 175    |
| 9e   | Gorka Izagirre    | Bahrain-Merida    | 150    |
| 10e  | Caleb Ewan        | Mitchelton-Scott  | 140    |

| Rang | Équipe            | Points |
| ---- | ----------------- | ------ |
| 1er  | Mitchelton-Scott  | 1006   |
| 2e   | Quick-Step Floors | 782    |
| 3e   | BMC Racing        | 617    |
| 4e   | Bora-Hansgrohe    | 464    |
| 5e   | Dimension Data    | 411    |
| 6e   | UAE Emirates      | 305    |
| 7e   | Lotto NL-Jumbo    | 294    |
| 8e   | Bahrain-Merida    | 270    |
| 9e   | Sunweb            | 252    |
| 10e  | Lotto-Soudal      | 247    |

## Liste des participants
- Liste de départ complète

| Légende | Légende                                                                         | Légende | Légende                                                    |
| ------- | ------------------------------------------------------------------------------- | ------- | ---------------------------------------------------------- |
| Num     | Dossard de départ porté par le coureur sur ce Cadel Evans Great Ocean Road Race | Pos     | Position à l'arrivée de la course                          |
|         | Indique un maillot de champion national ou mondial, suivi de sa spécialité      | NP      | Indique un coureur qui n'a pas pris le départ de la course |
| AB      | Indique un coureur qui n'a pas terminé la course                                | HD      | Indique un coureur qui a terminé la course hors des délais |

| Sunweb SUN | Sunweb SUN           | Sunweb SUN |
| ---------- | -------------------- | ---------- |
| Num        | Coureur              | Pos        |
| 1          | Nikias Arndt (GER)   | 6e         |
| 2          | Phil Bauhaus (GER)   | AB         |
| 3          | Michael Storer (AUS) | 26e        |
| 4          | Chris Hamilton (AUS) | 44e        |
| 5          | Mike Teunissen (NED) | 63e        |
| 6          | Chad Haga (USA)      | AB         |
| 7          | Sam Oomen (NED)      | 23e        |

| Bora-Hansgrohe BOH | Bora-Hansgrohe BOH        | Bora-Hansgrohe BOH |
| ------------------ | ------------------------- | ------------------ |
| Num                | Coureur                   | Pos                |
| 11                 | Peter Kennaugh (GBR)      | 22e                |
| 12                 | Sam Bennett (IRL)         | AB                 |
| 13                 | Maciej Bodnar (POL)       | AB                 |
| 14                 | Jay McCarthy (AUS)        | 1er'               |
| 15                 | Daniel Oss (ITA)          | 27e                |
| 16                 | Christoph Pfingsten (GER) | AB                 |
| 17                 | Rüdiger Selig (GER)       | AB                 |

| Sky SKY | Sky SKY                   | Sky SKY |
| ------- | ------------------------- | ------- |
| Num     | Coureur                   | Pos     |
| 21      | Jonathan Dibben (GBR)     | AB      |
| 22      | Owain Doull (GBR)         | 38e     |
| 23      | Christian Knees (GER)     | 55e     |
| 24      |                           |         |
| 25      | Christopher Lawless (GBR) | 31e     |
| 26      | Salvatore Puccio (ITA)    | 25e     |
| 27      | Łukasz Wiśniowski (POL)   | 67e     |

| Quick-Step Floors QST | Quick-Step Floors QST  | Quick-Step Floors QST |
| --------------------- | ---------------------- | --------------------- |
| Num                   | Coureur                | Pos                   |
| 31                    | Elia Viviani (ITA)     | 2e                    |
| 32                    | Dries Devenyns (BEL)   | 4e                    |
| 33                    | Enric Mas (ESP)        | 50e                   |
| 34                    | Fabio Sabatini (ITA)   | AB                    |
| 35                    | Eros Capecchi (ITA)    | 24e                   |
| 36                    | Florian Sénéchal (FRA) | AB                    |
| 37                    | Michael Mørkøv (DEN)   | 40e                   |

| BMC Racing BMC | BMC Racing BMC      | BMC Racing BMC |
| -------------- | ------------------- | -------------- |
| Num            | Coureur             | Pos            |
| 41             | Simon Gerrans (AUS) | 5e             |
| 42             | Richie Porte (AUS)  | AB             |
| 43             | Tom Bohli (SUI)     | AB             |
| 44             | Danilo Wyss (SUI)   | 54e            |
| 45             | Rohan Dennis (AUS)  | AB             |
| 46             | Patrick Bevin (NZL) | 52e            |
| 47             | Miles Scotson (AUS) | AB             |

| Trek-Segafredo TFS | Trek-Segafredo TFS    | Trek-Segafredo TFS |
| ------------------ | --------------------- | ------------------ |
| Num                | Coureur               | Pos                |
| 51                 | Fumiyuki Beppu (JPN)  | 34e                |
| 52                 | Koen de Kort (NED)    | 14e                |
| 53                 | Laurent Didier (LUX)  | 41e                |
| 54                 | Ruben Guerreiro (POR) | 20e                |
| 55                 | Mads Pedersen (DEN)   | AB                 |
| 56                 | Niklas Eg (DEN)       | 32e                |
| 57                 | Alex Frame (NZL)      | AB                 |

| Mitchelton-Scott MTS | Mitchelton-Scott MTS  | Mitchelton-Scott MTS |
| -------------------- | --------------------- | -------------------- |
| Num                  | Coureur               | Pos                  |
| 61                   | Daryl Impey (RSA)     | 3e                   |
| 62                   | Esteban Chaves (COL)  | 29e                  |
| 63                   | Mathew Hayman (AUS)   | 43e                  |
| 64                   | Michael Hepburn (AUS) | AB                   |
| 65                   | Damien Howson (AUS)   | 58e                  |
| 66                   | Cameron Meyer (AUS)   | 16e                  |
| 67                   | Jack Bauer (NZL)      | 36e                  |

| AG2R La Mondiale ALM | AG2R La Mondiale ALM    | AG2R La Mondiale ALM |
| -------------------- | ----------------------- | -------------------- |
| Num                  | Coureur                 | Pos                  |
| 71                   | Pierre Latour (FRA)     | 13e                  |
| 72                   | Mikaël Cherel (FRA)     | 18e                  |
| 73                   | Nico Denz (GER)         | 69e                  |
| 74                   | Ben Gastauer (LUX)      | 66e                  |
| 75                   | Matteo Montaguti (ITA)  | 60e                  |
| 76                   | Nans Peters (FRA)       | 51e                  |
| 77                   | Stijn Vandenbergh (BEL) | 68e                  |

| Katusha-Alpecin TKA | Katusha-Alpecin TKA      | Katusha-Alpecin TKA |
| ------------------- | ------------------------ | ------------------- |
| Num                 | Coureur                  | Pos                 |
| 81                  | Nathan Haas (AUS)        | AB                  |
| 82                  | José Gonçalves (POR)     | 17e                 |
| 83                  | Pavel Kochetkov (RUS)    | 57e                 |
| 84                  | Maurits Lammertink (NED) | 8e                  |
| 85                  | Tiago Machado (POR)      | 33e                 |
| 86                  | Jhonatan Restrepo (COL)  | 38e                 |
| 87                  | Mads Würtz Schmidt (DEN) | AB                  |

| Lotto-Soudal LTS | Lotto-Soudal LTS       | Lotto-Soudal LTS |
| ---------------- | ---------------------- | ---------------- |
| Num              | Coureur                | Pos              |
| 91               | Lars Bak (DEN)         | 5e               |
| 92               | Jens Debusschere (BEL) | 86e              |
| 93               | Thomas De Gendt (BEL)  | 36e              |
| 94               | Adam Hansen (AUS)      | 36e              |
| 95               | Bjorg Lambrecht (BEL)  | 36e              |
| 96               | Marcel Sieberg (GER)   | 20e              |
| 97               |                        |                  |

| Lotto NL-Jumbo TLJ | Lotto NL-Jumbo TLJ     | Lotto NL-Jumbo TLJ |
| ------------------ | ---------------------- | ------------------ |
| Num                | Coureur                | Pos                |
| 101                | Robert Gesink (NED)    | 11e                |
| 102                | Maarten Wynants (BEL)  | 15e                |
| 103                | Tom Leezer (NED)       | 53e                |
| 104                | Robert Wagner (GER)    | 36e                |
| 105                |                        |                    |
| 106                | Enrico Battaglin (ITA) | 9e                 |
| 107                | George Bennett (NZL)   | 28e                |

| Dimension Data DDD | Dimension Data DDD      | Dimension Data DDD |
| ------------------ | ----------------------- | ------------------ |
| Num                | Coureur                 | Pos                |
| 111                | Lachlan Morton (AUS)    | 35e                |
| 112                | Ben O'Connor (AUS)      | AB                 |
| 113                | Mark Renshaw (AUS)      | AB                 |
| 114                | Jacobus Venter (RSA)    | AB                 |
| 115                | Tom-Jelte Slagter (NED) | 45e                |
| 116                | Scott Davies (GBR)      | 47e                |
| 117                | Nicholas Dlamini (RSA)  | 59e                |

| Roompot-Nederlandse Loterij RNL | Roompot-Nederlandse Loterij RNL | Roompot-Nederlandse Loterij RNL |
| ------------------------------- | ------------------------------- | ------------------------------- |
| Num                             | Coureur                         | Pos                             |
| 121                             | Etienne van Empel (NED)         | 64e                             |
| 122                             | Martijn Budding (NED)           | AB                              |
| 123                             | Oscar Riesebeek (NED)           | 68e                             |
| 124                             |                                 |                                 |
| 125                             | Robbert de Greef (NED)          | AB                              |
| 126                             | Tim Ariesen (NED)               | AB                              |
| 127                             | Jeroen Meijers (NED)            | 39e                             |

| Aqua Blue Sport ABS | Aqua Blue Sport ABS       | Aqua Blue Sport ABS |
| ------------------- | ------------------------- | ------------------- |
| Num                 | Coureur                   | Pos                 |
| 131                 |                           |                     |
| 132                 | Lasse Norman Hansen (DEN) | 56e                 |
| 133                 | Lawrence Warbasse (USA)   | 49e                 |
| 134                 | Calvin Watson (AUS)       | 46e                 |
| 135                 | Casper Pedersen (DEN)     | AB                  |
| 136                 | Peter Koning (NED)        | AB                  |
| 137                 | Shane Archbold (NZL)      | AB                  |

| Israel Cycling Academy ICA | Israel Cycling Academy ICA | Israel Cycling Academy ICA |
| -------------------------- | -------------------------- | -------------------------- |
| Num                        | Coureur                    | Pos                        |
| 141                        | Zakkari Dempster (AUS)     | AB                         |
| 142                        | Nathan Earle (AUS)         | 21e                        |
| 143                        | Roy Goldstein (ISR)        | AB                         |
| 144                        | August Jensen (NOR)        | 62e                        |
| 145                        | Krists Neilands (LAT)      | AB                         |
| 146                        | Hamish Schreurs (NZL)      | AB                         |
| 147                        | Tyler Williams (USA)       | AB                         |

| Australie AUS | Australie AUS          | Australie AUS |
| ------------- | ---------------------- | ------------- |
| Num           | Coureur                | Pos           |
| 151           | Scott Bowden (AUS)     | 37e           |
| 152           | Timothy Roe (AUS)      | 61e           |
| 153           | Alexander Porter (AUS) | AB            |
| 154           | Steele Von Hoff (AUS)  | 7e            |
| 155           | Sam Welsford (AUS)     | AB            |
| 156           | Michael Rice (AUS)     | AB            |
| 157           |                        |               |